# Anthony Saidy
Anthony Saidy (16 de maio de 1937) é um Mestre Internacional de Xadrez e escritor sobre enxadrismo estadunidense, tendo participado várias vezes do campeonato nacional de seu país  e tendo vencido o Campeonato de Xadrez Aberto do Canadá em 1960. Saidy é o autor de vários livros de xadrez, incluindo The Battle of Chess Ideas e The World of Chess (com Norman Lessing). Foi na casa de Saidy perto de Nova Iorque que Bobby Fischer se isolou antes de embarcar para Reykjavik para disputar o Campeonato Mundial de Xadrez de 1972.
- 1983, a Dialectical Novel